# Comis
Gianfranco Comis, noto anche con lo pseudonimo di Comis, Dj Power, Johnny Maker (Catania, 13 giugno 1987), è un disc jockey, produttore discografico, cantautore conduttore radiofonico italiano.

## Biografia
Si avvicina al mondo della musica quando aveva 10 anni dedicandosi alla composizione di canzoni inedite e remix di vario genere spaziando dalla musica EDM, alla House, Pop, Electro.
Nel 2000 intraprende la carriera di disc jockey nei locali della sua città e con il passare degli anni riesce a farsi strada anche nel panorama Europeo esibendosi in alcuni importanti club d'Europa.

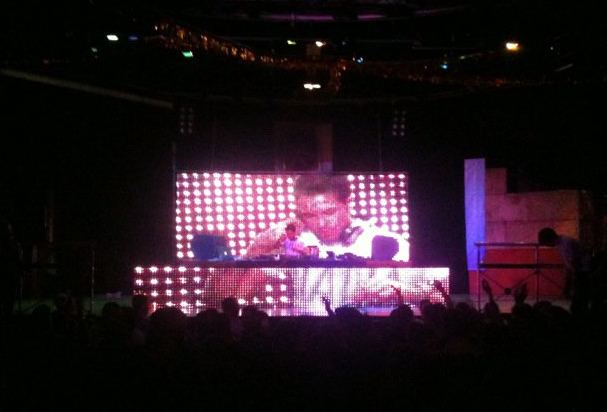
Comis in concerto, 2013, Spagna

Nel 2006 inizia ufficialmente la sua carriera discografica, collabora con alcuni Disc jockey nazionali e pubblica il suo primo inedito dal titolo My destiny. Nello stesso periodo escono altri singoli dance inediti come Save me, Feel the beat e una cover del noto brano Love Theme From The Godfather. Lo stesso anno realizza il remix ufficiale del brano Adesso che ci siete voi di Matteo Branciamore, sigla della fiction televisiva “I Cesaroni”, trasmessa su Canale 5 Mediaset e pubblicato nella compilation Amoroso's Invasion selezionata e mixata dal disc jockey di Radio m2o Fabio Amoroso.
Tra il 2007 e il 2009 pubblica alcuni singoli inediti tra cui My Love For You, Into My Heart, I Need You all'interno della rivista Dance Planet distribuita in edicola in tutta Italia.
Nel 2008 pubblica il brano Sunrise ed entra nella chart mondiale Top 100 di Beatport.
Nella primavera del 2012 è la volta di My Sexy Tango, brano licenziato in diverse nazioni e presente in numerose compilation insieme ai grandi nomi del panorama dance internazionale.
A ottobre del 2012 inizia la sua avventura radiofonica e televisiva  come regista e co-conduttore all'interno del programma Allakatalla, formando un duo molto apprezzato in Sicilia insieme al conduttore radiofonico e cabarettista catanese Giuseppe Castiglia. I due artisti collaborano intensamente andando in onda in molteplici emittenti radiofoniche e televisive fino al 2017.
Nel 2013 la sua canzone My Sexy Tango è stata ballata nella 4ª stagione di Mira Quién Baila dall'attore cubano Pedro Moreno e nella 8ª stagione di Nuestra Belleza Latina, due reality show andati in onda negli Stati Uniti su Univision.
A maggio del 2014 pubblica un brano dance dalle sonorità latine dal titolo Chica Chula in collaborazione con il cantante cubano Dago H, divenuto tormentone estivo in breve tempo.
A giugno 2015 è la volta di On the floor, un singolo inedito dalle sonorità dance europee avvalendosi del featuring del cantante VIO.
A luglio 2015 riceve il riconoscimento come miglior dj/producer al Best Sicilian Dj Awards.
Ad aprile 2017 pubblica il suo primo Album con lo pseudonimo Dj Power dal titolo The Best Of, una raccolta dei suoi più significativi brani Italo Dance suddivisa in 2 volumi per un totale di 30 tracce.

## Discografia

### Singoli
- 2006 - My Destiny
- 2006 - Feel The Beat
- 2006 - Save Me
- 2006 - Love Theme From The Godfather
- 2007 - This Is My Land
- 2007 - My Love For You
- 2008 - Dance For Me
- 2008 - Sunrise
- 2008 - Into My Heart
- 2008 - Passion
- 2009 - Trust In Me
- 2009 - I Need You
- 2009 - Voyage Voyage
- 2010 - Historias De Amor
- 2010 - Summer Is Love
- 2010 - Vuvuzela feat. Molly
- 2010 - Fable
- 2011 - Take My Love feat. Dj Pask
- 2011 - Dream Love
- 2011 - Something To Say feat. Carl Feed
- 2011 - Inside Me
- 2011 - Elektro Sex
- 2011 - Sunrise (Rework 2011)
- 2012 - Save Me (Rework 2012)
- 2012 - Dentro Me C’è Musica
- 2012 - My Sexy Tango
- 2012 - Stay True
- 2013 - Turn Around
- 2013 - Passion
- 2014 - Chica Chula feat. Dago H
- 2015 - On The Floor feat. VIO
- 2016 - Ready To Fight feat. Sud Project

### Album
- 2012 - Johnny Maker - The Album
- 2017 - Dj Power - The Best Of

### EP
- 2009 - Vision Experience EP Vol.1
- 2009 - Club EP Vol.1
- 2009 - Vision Experience EP Vol.2
- 2010 - Club EP Vol.2
- 2010 - Vision Experience EP Vol.3
- 2011 - Vision Experience EP Vol.4
- 2012 - Vision Experience EP Vol.5